# Японсько-корейська угода (серпень 1905)
Японсько-корейський протокол від серпня 1905 року був укладений між представниками Японської імперії та Корейської імперії в 1905 році. Переговори були завершені 13 серпня 1905 року.

## Положення договору
Цей договір дозволив японським суднам плавати у прибережних і внутрішніх водах Кореї.
У преамбулі договору стверджувалося, що Надзвичайний Посланник і Повноважний Міністр Його Величності Імператора Японії та Державний міністр закордонних справ Його Величності Імператора Кореї були «відповідно належним чином уповноважені» вести переговори та погоджувати конкретну мову запропонований двосторонній договір:
- Стаття І.

Японські судна мають право вільно плавати вздовж узбережжя та у внутрішніх водах Кореї з метою торгівлі відповідно до положень цієї Угоди, яка, однак, не застосовується до плавання між відкритими портами.
- Стаття II.

Ліцензії повинні бути отримані для всіх японських суден, які будуть використовуватися в навігації узбережжям і внутрішніми водами, після повідомлення через японських консульських посадових осіб корейській митниці імен і місця проживання власників, імен, типів і вантажопідйомності суден, а також межі, в яких такі судна повинні плавати. Ліцензії діють протягом одного року з дати їх видачі.
- Стаття III.

Після отримання ліцензій митній службі Кореї сплачується збір…
- Стаття IV.

Японські судна можуть вільно плавати в межах зазначених обмежень, але не повинні прямувати до будь-якого місця поза територією Кореї, за винятком несприятливих погодних умов або інших надзвичайних ситуацій, або якщо було отримано спеціальний дозвіл від корейської митниці.
- Стаття V.

Ліцензії повинні перебувати на борту суден під час їхнього плавання та пред'являтися на вимогу корейської митниці, або місцевих офіційних осіб Кореї, або старост сіл, належним чином уповноважених такими місцевими офіційними особами.
- Стаття VI.

Японські судновласники мають право орендувати землю для будівництва складів у місцях заходу їхніх суден. Такі власники також можуть будувати причали або причали на берегах і узбережжях з дозволу корейської митниці.
- Стаття VII.

У разі порушення цієї Угоди японським судном корейська митниця може призвести до конфіскації ліцензії такого судна або може відмовити у видачі нової, якщо під час огляду буде встановлено, що порушення є серйозним. природи.
- Стаття VIII.

Якщо японське судно або його екіпаж порушує положення цієї Угоди або інших договорів, або коли член екіпажу вчиняє будь-який злочин, японські консульські посадові особи розглядають цю справу відповідно до положень договорів. і закони Японії.
- Стаття IX.

Ця Угода залишатиметься чинною протягом п'ятнадцяти років з дати її підписання, і після закінчення цього періоду подальші домовленості можуть бути досягнуті за взаємною згодою.
Гаясі Ґонсуке, Надзвичайний Посланник і Повноважний Міністр (датований 13-м днем 8-го місяця 38-го року Мейдзі)
Ї Га Йонґ, державний міністр закордонних справ (датований 13-м днем 8-го місяця 9-го року Кванму)

## Рецисія

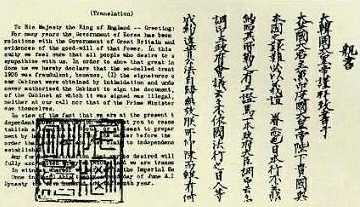
Аналіз «договору 1905 року» Годжонгом — лише одна з багатьох спроб скасувати наслідки примусового процесу.

Цей «передбачуваний договір» був укладений у процесі примусу; і корейці намагалися спростувати небажані наслідки, представивши докази міжнародній спільноті. Наприклад,
- 1905: Імператор Корейської імперії Коджон написав особисто главам держав тих країн, які мають договори з Кореєю; і корейський уряд подав офіційні апеляції та надіслав офіційні телеграми[5], але ці дипломатичні жести були марними.
- 1907: У тому, що іноді називають «гаазькою таємною справою емісарів», корейські емісари безуспішно намагалися отримати міжнародну допомогу в рамках Гаазької конвенції 1907 року в Гаазі, Нідерланди в 1907 році.[6]
- 1921: корейські представники намагалися домогтися слухання на Вашингтонській військово-морській конференції 1921 року;[7] але зусилля були неефективними.

Цей договір було підтверджено як «вже недійсний» Базовим договором про відносини між Японією та Кореєю, укладеним у 1965 році. У 2010 році Японія стверджувала, що хронологічною точкою відліку для скасування «вже недійсного» договору було 15 серпня 1948 року, коли було створено уряд Республіки Корея. Ця точка зору заперечується корейським аналізом, який договір 1965 року тлумачить як основу визнання недійсними всіх японсько-корейських договорів і угод з 1904 року.